# أبتي أوخادوف
أبتي خامزاتوفيتش أوخادوف (بالروسية: Апти Хамзатович Аухадов) هو رباع روسي ولد في يوم 18 نوفمبر 1992 في بلدة أوروس-مارتان في روسيا. أبرز انجازاته هو فوزه بالميدالية الذهبية في بطولة العالم لرفع الأثقال 2013 في فروتسواف في بولندا لمنافسة تحت 85 كغم. وقد كان قد فاز بالميدالية الفضية في دورة الألعاب الأولمبية الصيفية 2012 في لندن، لكن تم سحب الميدالية منه بعد اكتشاف تناوله للمنشطات.
كان أوخادوف بطل العالم للناشئين في عام 2010 وفاز بالميدالية الفضية في بطولة رفع الأثقال الأوروبية لعام 2011 .  حصل في البداية على الميدالية الفضية في دورة الألعاب الأولمبية الصيفية 2012 في فئة وزن 85 كجم للرجال بإجمالي 385 كجم.  حصل أوخادوف على الميدالية الذهبية في بطولة العالم لرفع الأثقال لعام 2013 بإجمالي إجمالي 387 كجم. 